# Campionati del mondo di ciclismo su pista 1965
I Campionati del mondo di ciclismo su pista 1965 si svolsero dal 6 al 12 settembre 1965 a San Sebastián, in Spagna.

## Medagliere
| Posiz. | Nazione          | Oro | Argento | Bronzo | Totale |
| ------ | ---------------- | --- | ------- | ------ | ------ |
| 1      | Unione Sovietica | 3   | 2       | 1      | 6      |
| 2      | Italia           | 2   | 2       | 0      | 4      |
| 3      | Spagna           | 2   | 0       | 0      | 2      |
| 4      | Belgio           | 1   | 4       | 0      | 5      |
| 5      | Paesi Bassi      | 1   | 0       | 1      | 2      |
| 6      | Germania Est     | 0   | 1       | 1      | 2      |
| 7      | Francia          | 0   | 0       | 2      | 2      |
| 8      | Australia        | 0   | 0       | 1      | 1      |
| 8      | Danimarca        | 0   | 0       | 1      | 1      |
| 8      | Germania Ovest   | 0   | 0       | 1      | 1      |
| 8      | Cecoslovacchia   | 0   | 0       | 1      | 1      |
|        | Totale           | 9   | 9       | 9      | 27     |